# منزل عطاء
مَنْزِلُ عَطَاءَ (بالإسبانية: Mislata، مِسلاتة وهي تحريف "منزل عطاء") هي بلدية تقع بمقاطعة بلنسية بإسبانيا.

## أعلام
- ميكيل نافارو